# 増渕興一
増渕 興一（ますぶち こういち、1924年 - 2016年 ）は、日本の溶接研究者、工学者。アメリカ合衆国・マサチューセッツ工科大学名誉教授。専門は溶接。2016年現在、同大学では唯一の日本人終身待遇名誉教授である。

## 経歴
北海道小樽市生まれ。その後、栃木県足利市に転居。旧制成蹊高等学校、東京帝国大学第一工学部船舶工学科卒業。1959年東京大学より工学博士号を授与される。米国バッテル研究所勤務を経て、マサチューセッツ工科大学工学部船舶工学科準教授。その後、1971年に教授に昇格。1973年にアメリカ国籍取得。
ボストン日本人会会長、三井造船技術顧問、神鋼商事技術顧問、川崎重工業技術顧問、日本大学客員教授、徳島文理大学客員教授などを歴任する。1975年にはボストン日本語学校開校に大きく寄与し、初代校長となる。その後も永年に渡り名誉校長として運営に関与した。
1986年に外務大臣表彰を受ける。1995年に勲三等瑞宝章を授与される。1997年マサチューセッツ工科大学名誉教授。
アルミニウム溶接の世界的権威。その理論はアポロ計画を始めとした宇宙開発や、海底油田の開発などにも大きく貢献した。

## 著書
- 『世界に羽ばたけ！若人よ』成山堂書店、2006年11月8日